# 太子河站
太子河站位于辽宁省辽阳市太子河区，为沈大铁路上的一个线路所。建于1931年。距离沈阳站57公里，大连站340公里，隶属沈阳铁路局管辖。现为线路所。